# Pieter Verbeeck
Pour les articles homonymes, voir Verbeeck.
Pieter Verbeeck ou Pieter Cornelisz. Verbeeck (vers 1600, Haarlem - 1652/1654, Haarlem) est un peintre néerlandais du siècle d'or. Il est connu pour ses peintures de paysages, de portraits et de scènes de genre, qui souvent mettent en scène des soldats.

## Biographie
Pieter Verbeeck est né vers 1600 à Haarlem aux Pays-Bas.
Il n'est pas le fils du célèbre peintre de marines Cornelis Verbeeck. En 1635, il quitte Haarlem et s'installe à Alkmaar. Il épouse Agnès Groenevelt dans cette ville. Il devient également membre de la Guilde de Saint-Luc d'Alkmaar. Il enseigne la peinture de chevaux à Gillis Schagen (en), le fils d'un conseiller municipal influent d'Alkmaar. En 1638, il quitte Alkmaar et s'installe à Utrecht. À la mort de son épouse en 1642, il retourne vivre à Haarlem. Il épouse en secondes noces Elisabeth van Beresteyn en 1643, la sœur du peintre Claes van Beresteyn (en). Il devient membre de la Guilde de Saint-Luc d'Haarlem en 1645.
Il meurt entre 1652 et 1654 à Haarlem.

## Œuvres
- Cavalier se reposant[2], Musée Bredius, La Haye
- Cheval d'amazone sous un porche[3], Musée des Augustins, Toulouse
- Prairie de haras[4], Musée de la Chartreuse, Douai

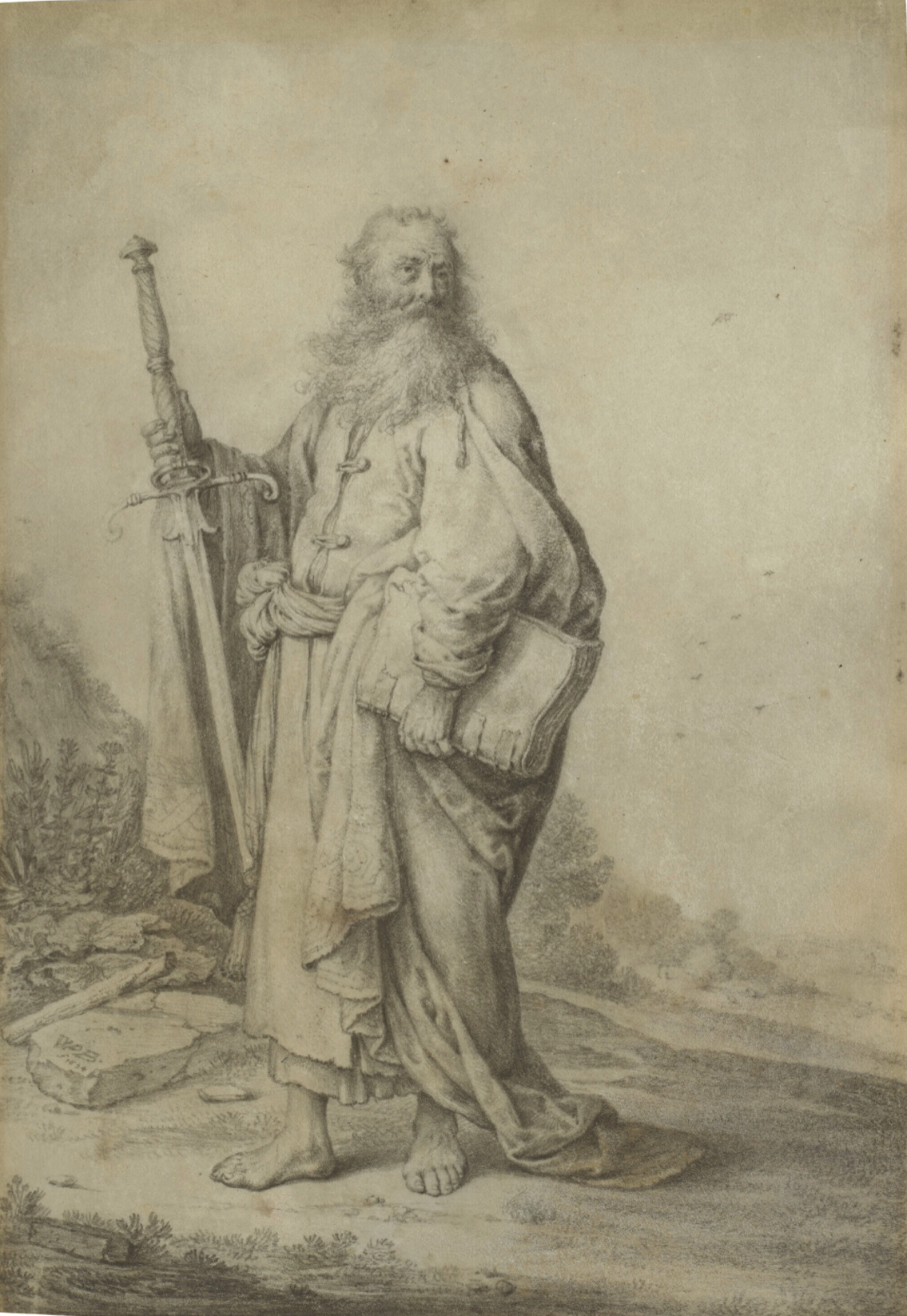
St Paul, encre brune sur vélin, 1634

- St Paul, encre brune sur vélin, 1634St Paul représenté devant un paysage, 1634, collection particulière